# Cim (Mostar)
Cim ist ein Vorort von Mostar, der größten Stadt der Herzegowina, im südlichen Teil von Bosnien und Herzegowina. Es befindet sich im Westen Mostars oberhalb der Innenstadt.

## Bevölkerung
Nach der letzten offiziellen Bevölkerungszählung 1991 hatte Cim 3168 Einwohner mit folgender ethnischer Aufteilung:
- Kroaten – 3054 (96,40 %)
- Serben – 19 (0,59 %)
- Bosniaken – 18 (0,56 %)
- Jugoslawen – 55 (1,73 %)
- andere – 22 (0,72 %)

## Nachbarorte
Ilići, Bijeli Brijeg, Rudnik, Vihovići, Goranci